# NWA International Junior Heavyweight Championship

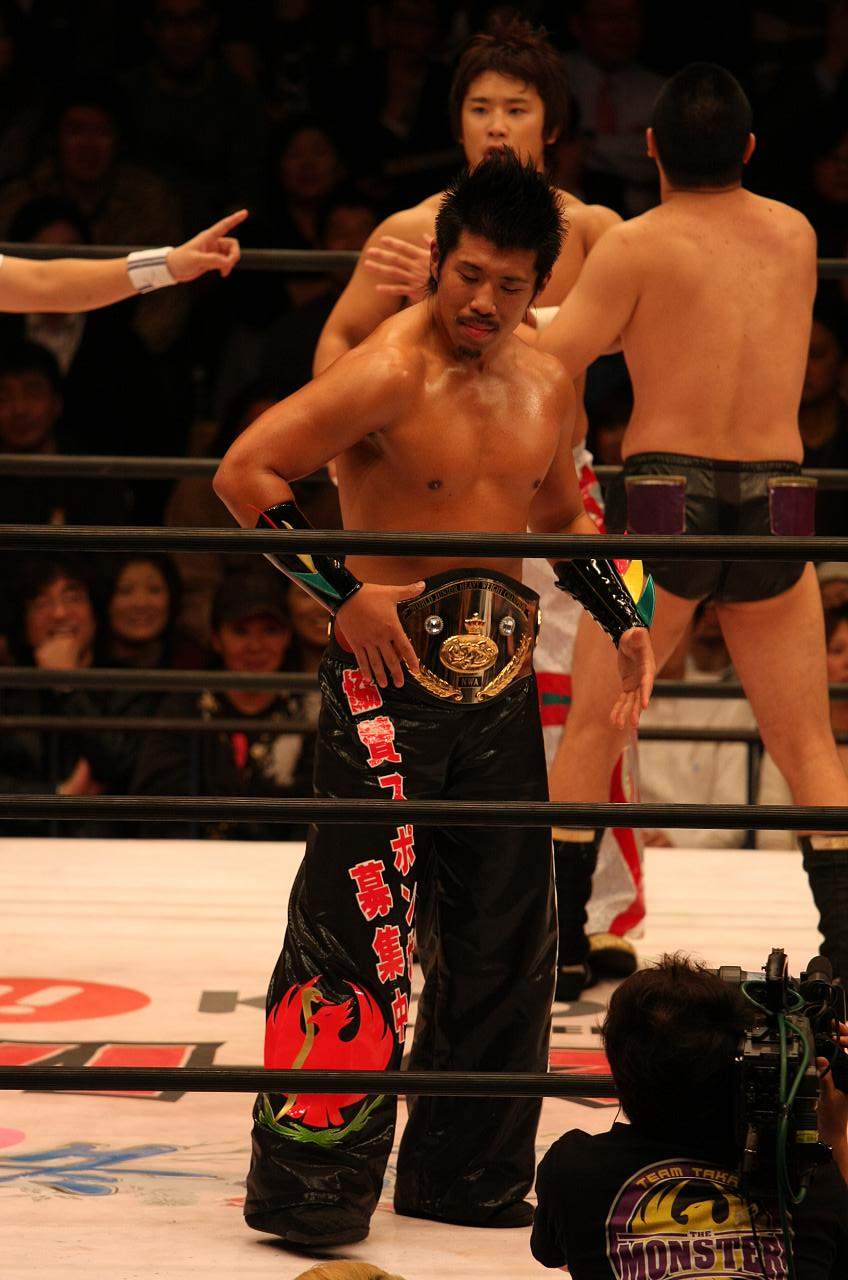
O Hajime Ohara como NWA International Junior Heavyweight Champion.

O NWA International Junior Heavyweight Championship começou em 1979. Ele foi formado por uma separação na linhagem do NWA World Junior Heavyweight Championship causada pela primeira reforma do campeão Nelson Real no mesmo ano.O primeiro campeão, Steve Keirn, foi reconhecido como campeão mundial em Florida, Los Angeles, e na New Japan Pro Wrestling. Esta versão foi eventualmente levada mais tarde para a promoção por Tatsumi Fujinami, que já era o WWF Junior Heavyweight Championship.
Em 1981 o campeão Chavo Guerrero Sr. saiu da NJPW para voltar para os Estados Unidos da América, só para voltar para o Japão sob a bandeira da All Japan Pro Wrestling, que mudaram o nome para International Junior Heavyweight Championship para evitar confusões para (além de ser dado um novo design do título) em linha geral, com títulos da NWA na AJPW. O campeonato tornou-se o pilar da divisão de peso pesado junior até que eventualmente foi substituído pelo World Junior Heavyweight Championship, que manteve o design do título.

## Historia do Titulo
| #: | Nome(s):          | Reinados: | Data:                   | Localização:                                 | Notas: |
| --- | ----------------- | --------- | ----------------------- | -------------------------------------------- | --- |
| 1 | Steve Keirn       | 1         | 10 de dezembro de 1979  | Los Angeles, California, Estados Unidos      | Derrotou o Chavo Guerrero num combate de decisão para ser reconhecido como o NWA World Junior Heavyweight Champion em Los Angeles.                                                               |
| 2 | Tatsumi Fujinami  | 1         | 1 de fevreiro de 1980   | Sapporo, Japão                               | também era o WWF Junior Heavyweight Championship, mas defendia os títulos em separado. |
| 3 | Mike Graham       | 1         | 15 de fevreiro de 1980  | Hollywood, Florida, Estados Unidos           | Reconhecido como campeão mundial na Florida. |
| 4 | Tatsumi Fujinami  | 2         | 4 de abril de 1980      | Kawasaki, Japão                              | |
| Desocupado em junho de 1980 por uma lesão. |                   |           |                         |                                              | |
| 5 | Kengo Kimura      | 1         | 2 de julho de 1980      | Kita Kyushu, Japão                           | Derrotou o Bret Hart num combate de decisão. |
| 6 | Chavo Guerrero    | 1         | 3 de outubro de 1980    | Tóquio, Japão                                | |
| 7 | Gino Hernandez    | 1         | 27 de fevereiro de 1981 | Houston, Texas, Estados Unidos               | |
| 8 | Chavo Guerrero    | 2         | setembro de 1981        | n/a                                          | |
| 9 | Atsushi Onita     | 1         | 7 de março de 1982      | Charlotte, Carolina do Norte, Estados Unidos | Reconhecido como campeão internacional na Jim Crockett Promotions. |
| 10 | Sangre Chicana    | 1         | 11 de abril de 1982     | Guadalajara, Jalisco, México                 | Reconhecido como campeão mundial na Empresa Mexicana de Lucha Libre. |
| 11 | Atsushi Onita     | 2         | 30 de abril de 1982     | Cidade do México, México, Mexico             | |
| O reinado continuou até 30 de julho de 1982, depois do combate contra o Chavo Guerrero acabar sem decisão. A National Wrestling Alliance e a All Japan Pro Wrestling mudaram o nome do título para NWA International Junior Heavyweight Championship. O Atsushi Onita e o Chavo Guerrero tiveram varias desforras. |                   |           |                         |                                              | |
| 12 | Atsushi Onita     | 3         | 4 de novembro de 1982   | Tóquio, Japão                                | Derrotou o Chavo Guerrero numa desforra. |
| Desocupado 15 de abril de 1983 quando o Atsushi Onita partiu a perna num combate contra o Hector Guerrero. |                   |           |                         |                                              | |
| 13 | Chavo Guerrero    | 3         | 26 de maio 1983         | Tenryu, Japão                                | Derrotou o Ultra Seven na final de um torneio. |
| 14 | Mighty Inoue      | 1         | 26 de fevreiro de 1984  | Osaka, Japão                                 | |
| 15 | Dynamite Kid      | 1         | 8 de junho de 1985      | Takamatsu, Japão                             | |
| 16 | Kuniaki Kobayashi | 1         | 13 de junho de 1985     | Koga, Japão                                  | |
| 17 | Tiger Mask II     | 1         | 31 de agosto de 1985    | Tóquio, Japão                                | |
| Desocupado em junho de 1986 quando o Tiger Mask é graduado para a divisão de pesos pesados. O título foi substituido pelo World Junior Heavyweight Championship. |                   |           |                         |                                              | |
| 18 | Hirooki Goto      | 1         | 4 de março de 2007      | Cidade do México, México                     | Derrotou o Shocker na final de um torneio para reviver o título para a Toryumon Mexico e é premiado com o título de 1982.                                                                        |
| Desocupado no dia 7 de setembro de 2007 quando o Hirooki Goto é graduado para a divisão de pesos pesados. |                   |           |                         |                                              | |
| 19 | Super Delfin      | 1         | 9 de novembro de 2008   | Osaka, Japão                                 | Derrotou o Último Dragón num combate de decisão para reviver o título. |
| 20 | Último Dragón     | 1         | 22 de novembro de 2008  | Tóquio, Japão                                | |
| 21 | Hajime Ohara      | 1         | 14 de dezembro de 2008  | Cidade do México, México                     | |
| 22 | Mineo Fujita      | 1         | 1 de outubro 2009       | Tóquio, Japão                                | Ganhou o título na Dradition Pro Wrestling no evento Dream Impact IV. |
| 23 | Ultimo Dragon     | 2         | 19 de julho de 2010     | Tóquio, Japão                                | Derrotou o Mineo Fujita e o Hajime Ohara numa three-way dance. e também ganha o AJPW World Junior Heavyweight Championship no dia 15 de dezembro de 2013, mas defendia os títulos separadamente. |

## Ligações Externas
- NWA International Junior Heavyweight Title History